# Preslavtsi
Preslavtsi (bulgariska: Преславци) är ett distrikt i Bulgarien.   Det ligger i kommunen Obsjtina Tutrakan och regionen Silistra, i den nordöstra delen av landet, 300 km öster om huvudstaden Sofia.
I omgivningarna runt Preslavtsi växer i huvudsak lövfällande lövskog. Runt Preslavtsi är det ganska glesbefolkat, med 34 invånare per kvadratkilometer.